# Vestel
Vestel Elektronik Sanayi ve Ticaret A.Ş., meglio nota come Vestel, è un'azienda turca con sede a Istanbul, che opera nella produzione di elettronica di consumo e degli elettrodomestici, controllata dalla Zorlu Holding.
Fondata nel 1983, è una delle più grandi realtà industriali del paese, ed una delle maggiori aziende del proprio settore a livello mondiale, che opera con numerosi marchi.

## Storia
L'azienda è stata fondata a Istanbul il 4 marzo 1983 con la denominazione Ferguson Elektronik Sanayi ve Ticaret A.Ş., filiale turca dell'azienda britannica Thorn EMI, produttrice di elettronica di consumo con il marchio Ferguson. Poco tempo dopo viene modificata la sua ragione sociale in Star Elektronik Sanayi ve Ticaret A.S.. Nell'aprile 1984, la maggioranza delle quote viene rilevata dalla britannica Polly Peck del magnate turco-cipriota Asil Nadir, e l'azienda cambia nuovamente ragione sociale in Vestel Elektronik Sanayi ve Ticaret A.Ş..
Nel 1985, viene aperto lo stabilimento a Manisa, nella parte occidentale del paese, per la produzione dei televisori. L'anno successivo, nel 1986, viene rilevata l'azienda Telkom, produttrice di sintonizzatori per televisori e telecomandi, e in seguito Vestel fa ingresso nel settore informatico con la costituzione di Veskom nel 1987, per la distribuzione commerciale di computer e periferiche in Turchia, e l'anno successivo, nel 1988, come produttore di monitor per la IBM. Nel 1989, Vestel entra nel settore degli elettrodomestici con la costituzione a Manisa della Pekel, una joint-venture assieme alle italiane Merloni Elettrodomestici e Philco Italia.
Il 27 giugno 1990, Vestel viene quotata alla Borsa di Istanbul. Un anno più tardi, nel 1991, Polly Peck ha trasferito tutte le sue azioni possedute in Vestel ad una sua controllata, la Collar Holding BV con sede nei Paesi Bassi e nello stesso anno, in seguito alla bancarotta della holding britannica, l'azienda viene posta in amministrazione controllata. Nel 1994, le quote di maggioranza di Vestel possedute da Polly Peck, l'82%, vengono rilevate dal gruppo industriale Zorlu Holding. L'acquisizione da parte di Zorlu ha effetti significativi sull'incremento della capacità produttiva della Vestel, che passa da 400.000 apparecchi televisivi assemblati in quell'anno a 1,2 milioni nel 1996, messi in commercio con l'omonimo marchio nel mercato interno e con marchi diversi in quello estero, in particolare nei paesi dell'Unione europea. Nel 1995, viene ceduta la quota di partecipazione in Pekel, che passa interamente al Gruppo Merloni. La produzione degli elettrodomestici viene ripresa due anni più tardi, nel 1997, con la nascita della relativa divisione, la Vestel Beyaz Eşya Sanayi ve Ticaret A.Ş., inizialmente limitata ai soli condizionatori e frigoriferi. Nel 1999, avviene la ristrutturazione di Vestel che diviene azienda capogruppo con le relative controllate e divisioni. L'anno successivo, nel 2000, l'azienda viene quotata alla Borsa di Londra. Nello stesso anno, assieme agli altri produttori turchi di televisori, l'azienda è oggetto di un procedimento anti-dumping da parte dell'Unione Europea, verso cui vengono esportati molti apparecchi.
L'azienda turca aveva nello stesso tempo avviato l'apertura delle filiali distributive all'estero, in Germania (1995), Francia (1996), Paesi Bassi, Spagna (1998) Italia (2001), Belgio (2003) e Regno Unito (2004). In quest'ultimo paese viene rilevata la Cabot Communications, azienda attiva nello sviluppo dei software. La capacità produttiva subisce un ulteriore incremento passando a 7,5 milioni di apparecchi televisivi nel 2003. In quel periodo, avveniva la transizione della tecnologia dei televisori dal CRT alla LCD, e Vestel seguendo questa tendenza convertiva immediatamente la produzione a questa tipologia di apparecchi. Nello stesso anno, cessava la produzione dei monitor poiché a causa di un incendio che ha colpito la fabbrica di Manisa, la relativa linea di produzione è stata danneggiata, e nel 2002 erano stati prodotti 1 milione di pezzi.  Nel 2005, viene costituita la Vestel CIS in Russia, con l'apertura del primo stabilimento all'estero destinato alla produzione degli elettrodomestici. Questa divisione registra anch'essa un notevole incremento della produzione, passando dalle circa 1 milione di pezzi iniziali a 8,7 milioni. La gamma produttiva era stata ampliata alle lavatrici (2003), alle cucine (2005), e alle lavastoviglie (2007). Nel 2010, viene decisa l'uscita di Vestel dalla Borsa di Londra.
Nel 2011, attraverso la Vestel Digital, il Gruppo fa ingresso nel business dell'illuminazione a LED. Tre anni più tardi, nel 2014, l'azienda si specializza nella produzione di smartphone e tablet, prodotti con cui attraverso il proprio marchio si impone come leader di mercato in Turchia. Nello stesso anno, Vestel sigla un accordo con la Sharp Corporation per la commercializzazione in Europa di elettrodomestici prodotti dalla multinazionale giapponese in Cina e Thailandia, e l'esclusività del suo marchio nel continente. Nel 2016, viene chiuso lo stabilimento russo di Alexandrov. Nello stesso anno, avvia una partnership con Toshiba, con cui Vestel produce televisori con il marchio giapponese destinati al mercato europeo. Nel 2018, l'azienda avvia una collaborazione con Twitch.tv, con la quale tutte le Smart TV prodotte sono dotate di applicazione per l'accesso ai contenuti della piattaforma di livestreaming di proprietà di Amazon.com.
Nel 2020, Vestel prosegue la diversificazione delle attività con l'ingresso nel business delle batterie per bici elettriche. Nello stesso anno, Vestel sigla un accordo con Iberdrola per la fornitura di dispositivi per le stazioni di ricarica per veicoli elettrici prodotti dall'azienda turca e installati in Europa dalla compagnia elettrica spagnola. Nel 2021 firma lo stesso accordo con la tedesca E.ON per la fornitura di stazioni di ricarica per veicoli elettrici. 
Nel 2023 Vestel annuncia  che renderà disponibile in Italia il primo Smart TV compatibile con il nuovo standard pan-europeo DVB-I.

## Informazioni e dati
Vestel Elektronik Sanayi ve Ticaret A.Ş. è un gruppo industriale turco con sede a Istanbul il cui core business è rappresentato dall'elettronica di consumo con la produzione e la commercializzazione di televisori LED, set-top box, smartphone, tablet e display per uso professionale. Altre categorie di prodotti sono i dispositivi a LED, componenti elettronici, accessori IoT e componenti e accessori per automotive. I suoi prodotti sono commercializzati con il marchio Vestel in Turchia, nei paesi del MENA e nella CSI, mentre in Europa vengono commercializzati su licenza coi marchi JVC, Hitachi, Sharp e Toshiba, oltre che con altri marchi minori di cui è titolare.
Il Gruppo conta complessivamente 26 consociate, tra cui la più importante è la Vestel Beyaz Eşya Sanayi ve Ticaret A.Ş, che produce e commercializza elettrodomestici. Nel 2020, impiegava 18.864 dipendenti, e realizzava un fatturato di 21,5 miliardi di lire turche (pari a 2,5 miliardi di dollari statunitensi e 2 miliardi di euro) ed un utile netto di 1,7 miliardi (pari a 198,5 milioni di dollari statunitensi e a 162,8 milioni di euro).  Il 61,5% del fatturato è dovuto alle esportazioni verso l'Europa. Vestel esporta in 157 paesi nel mondo e conta 10 filiali commerciali all'estero (Emirati Arabi Uniti, Francia, Germania, Paesi Bassi, Kazakistan, Polonia, Romania, Russia, Spagna e Stati Uniti).
La produzione Vestel, la cui capacità annuale complessiva è di 35 milioni di pezzi, si svolge principalmente nel complesso industriale di Manisa, denominato Vestel City, costituito da sette stabilimenti la cui superficie complessiva è di 1,3 milioni di m², uno dei più grandi al mondo, e cinque centri di ricerca e sviluppo in Turchia, Cina, Hong Kong, Regno Unito e Taiwan.

### Marchi del Gruppo Vestel
- Agora
- Atlantic
- Celcus
- Clayton
- Digihome
- Dikom
- Electra
- Finlux
- Graetz
- Hitachi
- icecool
- Laurus
- Linetech
- Luxor
- Ok
- Panasonic
- Regal
- Schöntech
- Sekom
- Sharp
- Smeg
- Telefunken
- Vestel
- Vestfrost
- Wellington
- Westwood
- Windsor